# Jaroslav Benák
Jaroslav Benák (* 3. dubna 1962 Havlíčkův Brod) je český hokejový trenér a bývalý československý hokejový obránce. V roce 2017 byl uveden do Síně slávy českého hokeje.

## Liga
Když mu byly asi 3 roky, začínal v místním týmu s ledním hokejem. Jako talent se projevil už v žákovských letech. V dorostu si ho vyhlídli „Vojáci“ z Jihlavy a na přelomu roku 1981/1982 si ho stáhli do svých řad. Jako nováček se okamžitě osvědčil a kromě čtyř titulů v řadě (1982–1985) se také v roce 1983 probojoval do národního týmu, kde byl stabilně nasazovaný až do roku 1988.
V roce 1985, po MS v Praze, byl draftován týmem z kanadsko-americké NHL Calgary Flames, ale kvůli tehdejší době k přestupu nedošlo.
V sezoně 1993/94 se ozval klub z nejvyšší domácí soutěže, Berani ze Zlína, kde Benák strávil jednu sezonu, v níž se opět ve svých 32 letech probojoval do reprezentace na tradiční turnaj Izvesťja v Rusku. Poté odešel do domácího týmu Dukly Jihlava.
Později odehrál ještě jednu sezonu v Havlíčkově Brodě (1. česká hokejová liga), následovaly 4 sezóny v Německu v místní Ober-lize, kde patřil k nejlepším obráncům celé ligy.

## Zahraniční liga
Po sametové revoluci v roce 1989 a otevření hranic působil Benák ve finském týmu SaiPa Lappeenranta, v níž odehrál 2 sezóny v nejvyšší lize. Následně hrál dvě sezóny v italském týmu z Cortiny d'Ampezzo.

## Statistiky reprezentace
| Turnaj             | Místo konání                                     | Z  | G | A  | B  | Umístění            | Soupisky          |
| ------------------ | ------------------------------------------------ | -- | - | -- | -- | ------------------- | ----------------- |
| MS 1983            | Západní Německo (Mnichov, Dortmund a Düsseldorf) | 10 | 0 | 5  | 5  | Stříbrná medaile    | Soupiska MS 1983  |
| ZOH 1984           | Jugoslávie (Sarajevo)                            | 7  | 1 | 1  | 2  | Stříbrná medaile    | Soupiska ZOH 1984 |
| KP 1984            | Severní Amerika                                  | 4  | 0 | 0  | 0  | 5. místo v ZČ       | Soupiska KP 1984  |
| MS 1985            | Československo (Praha)                           | 10 | 1 | 3  | 4  | Zlatá medaile       | Soupiska MS 1985  |
| MS 1986            | Sovětský svaz (Moskva)                           | 6  | 0 | 1  | 1  | 5. místo            | Soupiska MS 1986  |
| MS 1987            | Rakousko (Vídeň)                                 | 10 | 0 | 2  | 2  | Bronzová medaile    | Soupiska MS 1987  |
| KP 1987            | Severní Amerika                                  | 6  | 2 | 2  | 4  | prohra v semifinále | Soupiska KP 1987  |
| ZOH 1988           | Kanada (Calgary)                                 | 8  | 1 | 4  | 5  | 6. místo            | Soupiska ZOH 1988 |
| Celkem na MS (4x)  |                                                  | 36 | 1 | 11 | 12 |                     |                   |
| Celkem na ZOH (2x) |                                                  | 15 | 2 | 5  | 7  |                     |                   |

## Trenérská kariéra
V roce 2002, ve svých 40 letech, ukončil hráčskou kariéru. Od roku 2008 trénoval druholigový Žďár nad Sázavou. Jako asistent trenéra dovedl v sezóně 2010/2011 na 4. místo v tabulce prvoligový Havlíčkův Brod.